# Академічне веслування на літніх Олімпійських іграх 1968
Змагання з академічного веслування на літніх Олімпійських іграх 1968 тривали з 13 до 19 жовтня на озері Сошимілко. Розіграно 7 комплектів нагород, лише серед чоловіків.

## Медальний залік

### Чоловіки
| Дисципліни                       | Золото | Срібло | Бронза |
| -------------------------------- | --- | --- | --- |
| Парні одиночки                   | Ян Вінесе (NED) | Йохен Майснер (FRG)                                                                                                  | Альберто Демідді (ARG) |
| Парні двійки                     | Олександр Тимошинін і Анатолій Сасс (URS) | Гаррі Дроґ і Лендерт ван Діс (NED)                                                                                   | Джон Нанн і Білл Мар (USA) |
| Розпашні двійки без стернового   | Єрґ Луке і Гайнц-Юрґен Боте (GDR) | Ларрі Гаф і Філіп Джонсон (USA)                                                                                      | Петер Крістіансен і Іб Ларсен (DEN) |
| Розпашні двійки зі стерновим     | Італія (ITA) Прімо Баран Ренцо Самбо Бруно Чіполла | Нідерланди (NED) Герман Сюселбек Гадріан ван Нес Родерік Рейндерс                                                    | Данія (DEN) Єрн Краб Гаррі Єрґенсен Пребен Краб |
| Розпашні четвірки без стернового | НДР (GDR) Франк Форбергер Франк Рюле Дітер Гран Дітер Шуберт | Угорщина (HUN) Золтан Меліш Йожеф Чермей Дєрдь Шарлош Анталь Меліш                                                   | Італія (ITA) Ренато Бозатта П'єр Конті-Манціні Тулліо Баралья Абрамо Альбіні                                                                                     |
| Розпашні четвірки зі стерновим   | Нова Зеландія (NZL) Дік Джойс Росс Колліндж Дадлі Сторі Воррен Коул Саймон Дікі                                                                                        | НДР (GDR) Петер Кремц Манфред Ґельпке Роланд Ґелер Клаус Якоб Дітер Земецкі                                          | Швейцарія (SUI) Деніс Освальд Петер Болліґер Гуґо Васер Якоб Ґроб Ґоттліб Фреліх                                                                                 |
| Вісімки                          | ФРН (FRG) Горст Маєр Вольфґанґ Готтенротт Дірк Шраєр Еґберт Гіршфельдер Рюдіґер Геннінґ Єрґ Зіберт Люц Ульбріхт Ніко Отт Ґюнтер Тірш (стерновий) Роланд Безе (заїзд 1) | Австралія (AUS) Боб Ширло Ґері Пірс Джон Ранч Девід Даґлас Пітер Діксон Джо Фаціо Майкл Морґан Алф Дувал Алан Ґровер | СРСР (URS) Зігмас Юкна Олександр Мартишкін Антанас Багдонавічюс Вітаутас Бредіс Володимир Стерлик Валентин Кравчук Юозас Ягелавічюс Віктор Суслін Юрій Лоренцсон |

## Країни, що взяли участь
Змагалися 353 веслувальник з 29-ти країн:
- Аргентина (9)
- Австралія (11)
- Австрія (3)
- Бельгія (1)
- Болгарія (5)
- Бразилія (2)
- Канада (14)
- Куба (11)
- Чехословаччина (15)
- Данія (10)
- Єгипет
- Іспанія (3)
- Фінляндія (2)
- Франція (17)
- Велика Британія (11)
- НДР (26)
- Західна Німеччина (26)
- Італія (14)
- Угорщина (6)
- Японія (10)
- Мексика (25)
- Нідерланди (22)
- Нова Зеландія (14)
- Перу (3)
- Польща (3)
- Румунія (14)
- Швейцарія (17)
- СРСР (27)
- США (27)
- Уругвай (5)

## Таблиця медалей
| Місце               | Країна              | Золото | Срібло | Бронза | Загалом |
| ------------------- | ------------------- | ------ | ------ | ------ | ------- |
| 1                   | НДР (GDR)           | 2      | 1      | 0      | 3       |
| 2                   | Нідерланди (NED)    | 1      | 2      | 0      | 3       |
| 3                   | ФРН (FRG)           | 1      | 1      | 0      | 2       |
| 4                   | Італія (ITA)        | 1      | 0      | 1      | 2       |
| 4                   | СРСР (URS)          | 1      | 0      | 1      | 2       |
| 6                   | Нова Зеландія (NZL) | 1      | 0      | 0      | 1       |
| 7                   | США (USA)           | 0      | 1      | 1      | 2       |
| 8                   | Австралія (AUS)     | 0      | 1      | 0      | 1       |
| 8                   | Угорщина (HUN)      | 0      | 1      | 0      | 1       |
| 10                  | Данія (DEN)         | 0      | 0      | 2      | 2       |
| 11                  | Аргентина (ARG)     | 0      | 0      | 1      | 1       |
| 11                  | Швейцарія (SUI)     | 0      | 0      | 1      | 1       |
| Загалом (12 збірні) | Загалом (12 збірні) | 7      | 7      | 7      | 21      |